# Portugal (Schiff, 1886)
Die Portugal war ein 1886 in Dienst gestellter Transatlantik-Passagierdampfer der französischen Reederei Messageries Maritimes. Im Ersten Weltkrieg diente sie als Hospitalschiff für Russland, bis sie am 30. März 1916 im Schwarzen Meer von einem deutschen U-Boot versenkt wurde.

## Geschichte

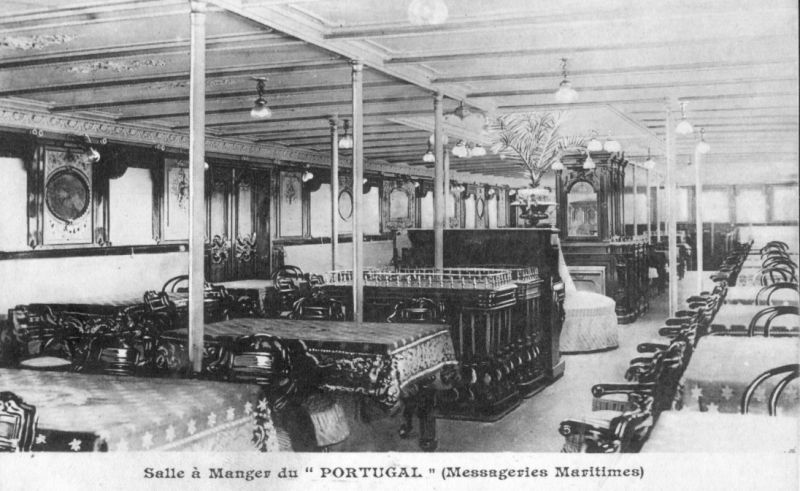
Der Speisesaal an Bord der Portugal

Das 5.357 BRT große Dampfschiff Portugal wurde auf der Werft Chantiers Navals de La Ciotat in der südfranzösischen Hafenstadt La Ciotat gebaut und lief am 25. Juli 1886  vom Stapel. Das 140,2 Meter lange und 14 Meter breite Schiff wurde mit einer Dreifachexpansions-Dampfmaschine mit einer Leistung von 4.800 PS angetrieben, die auf einen Einzelpropeller lief und das Schiff auf bis zu 16,5 Knoten beschleunigen konnte.  Der Dampfer wurde für den Passagier- und Frachtverkehr von Frankreich nach Südamerika gebaut und konnte dabei maximal 125 Passagiere in der Ersten, 90 in der Zweiten und 700 in der Dritten Klasse transportieren.
Am 5. August 1887 lief die Portugal zu ihrer Jungfernfahrt nach La Plata aus. Im Jahr 1899 wurde sie auf die Route nach Alexandria verlegt. Im August 1912 wurde das Schiff in Marseille überholt. Anschließend wurde die Portugal im Schwarzen Meer eingesetzt. Im Oktober 1914 wurde sie aufgrund des Kriegs aus dem Schwarzen Meer abgezogen. Am 29. Oktober 1914 wurde die Portugal in Odessa von den Türken bombardiert, was zwei ihrer Besatzungsmitglieder das Leben kostete.
Am 30. März 1916 lag die Portugal, die zu dem Zeitpunkt als Hospitalschiff für die Russen diente, vor der Küste im Schwarzen Meer vor Anker. An Bord war neben der Besatzung ein medizinischer Stab bestehend aus drei Ärzten, 20 Krankenschwestern (darunter die georgische Prinzessin Aneta Andronnikova sowie Anna Feodorovna, Baroness Meyendorff), ein Apotheker und ein Verwalter. Dort wurde sie von dem deutschen U-Boot U 33 unter dem Kommando von Kapitänleutnant Konrad Gansser angegriffen. Der erste Torpedo ging daneben, aber der zweite schlug im Maschinenraum ein, riss das Schiff entzwei und ließ es vermutlich auf der Position 42° 1′ N, 41° 11′ O innerhalb von nur zwei Minuten sinken. Dabei kamen 115 Menschen, überwiegend Franzosen und Russen ums Leben.

## Weblinks

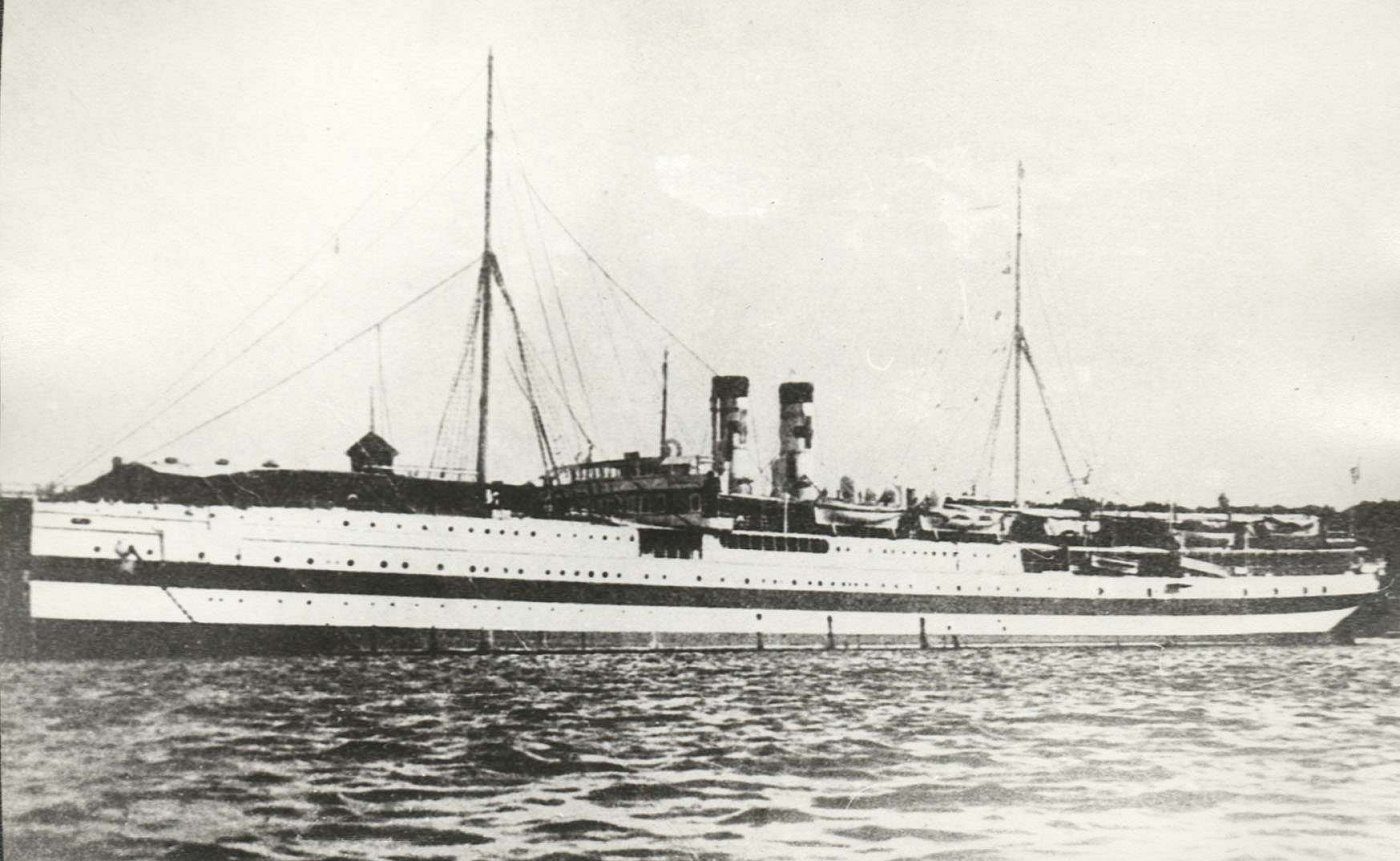
Die Portugal als Hospitalschiff